# Brickellia laxiflora
Brickellia laxiflora là một loài thực vật có hoa trong họ Cúc. Loài này được (Brandegee) B.L.Turner mô tả khoa học đầu tiên năm 1991.